# Íme, a király!
Az Íme, a király! (eredeti címén Le Prince que voilà) Robert Merle "Francia história" című regényfolyamának negyedik kötete, mely 1982-ben jelent meg.
A kötetben a főhős Pierre de Siorac 1572 és 1588 közötti éveit meséli el. Először visszatér szülőföldjére, Mespechbe, ahol két évet tölt el, majd Párizsba megy, ahol III. Henrik király orvosa, majd titkosügynöke lesz.

## Történet
|  | Alább a cselekmény részletei következnek! |

A két évvel a véres Szent Bertalan-éj után trónra lépő új francia király, III. Henrik a katolikusok és hugenották összebékítésén fáradozik. A korszak eseményeinek krónikása, a házassága után Párizsba költöző Pierre de Siorac hamarosan a királyi udvar fontos személyiségévé válik, mivel azon túl, hogy az uralkodó orvosaként tanúja, olykor pedig cselekvő részese lesz az udvarbeli intrikáknak, titkos küldetéseket, fontos diplomáciai megbízásokat is teljesítenie kell – melyek során gyakran veszedelmes szerelmi cselszövényekbe is keveredik. Angliai küldetésekor találkozik Erzsébet királynővel, akit ekkoriban a pápasággal és a spanyolokkal szövetkező katolikus liga orgyilkosokkal próbál megöletni. A liga vezetője, a hataloméhes Guise herceg végül még Párizst is fellázítja, és a király ellen fordítja – kész akár fegyveres erővel megakadályozni a kijelölt utód, a hugenotta Navarrai Henrik trónra kerülését
|  | Itt a vége a cselekmény részletezésének! |

## Magyarul
A kötet megjelent az Európa Kiadó gondozásában 1987-ben, 1993-ban, 2000-ben, 2005-ben és 2010-ben, valamint a Helikon Kiadó gondozásában 2019-ben. A könyvet Görög Lívia fordította, a későbbi kiadásokban az eredeti szöveggel Takács M. József vetette össze.

## Fordítás
- Ez a szócikk részben vagy egészben  a   Le Prince que voilà című francia Wikipédia-szócikk ezen változatának fordításán alapul.  Az eredeti cikk szerkesztőit annak laptörténete sorolja fel. Ez a jelzés csupán a megfogalmazás eredetét és a szerzői jogokat jelzi, nem szolgál a cikkben szereplő információk forrásmegjelöléseként.